# Templo de Júpiter Guardião
O Templo de Júpiter Guardião (Iuppiter Custos) foi um templo menor, erguido provavelmente sob o Monte Capitolino em Roma.
Foi edificado por Domiciano em memória de sua estreita fuga durante o cerco do Capitólio por parte dos seguidores de Vitélio, junto ao Templo de Júpiter Ótimo Máximo, como resultado do relevo aureliano conservado dentro do Palazzo dei Conservatori. A sua localização não é universalmente aceita: alguns estudiosos o posicionam sob o local do pódio quadrado em opus caementicium com flocos de basalto que foi descoberto no século XIX por abertura através do Templo de Júpiter e que hoje é cortado em dois pela própria estrada. A planta quadrada não parece todavia compatível com o edifício, também segundo o relevo isso deveria se encontrar na direita do Templo de Júpiter Ótimo Máximo, perfeitamente alinhado com o lado direito do templo, para o qual olhava a fachada do Templo de Júpiter Guardião.
Domiciano escapou por pouco por si só durante a noite para se esconder na casa do guarda do templo. Em gratidão por seu resgate, ele construiu nesse local depois uma capela em honra de Júpiter Guardião. No altar de mármore na capela foram colocados relevos retratando sua ajuda.
Depois de Domiciano chegar ao poder, ele substituiu a capela por um grande templo. Na cela do templo havia o ídolo de Júpiter, que o imperador segurou em seus braços como um símbolo de sua proteção.
A aparência do templo ainda é pouco conhecida porque ele é retratado em um relevo do Arco de Trajano na cidade italiana de Benevento.